# 山城屋和助

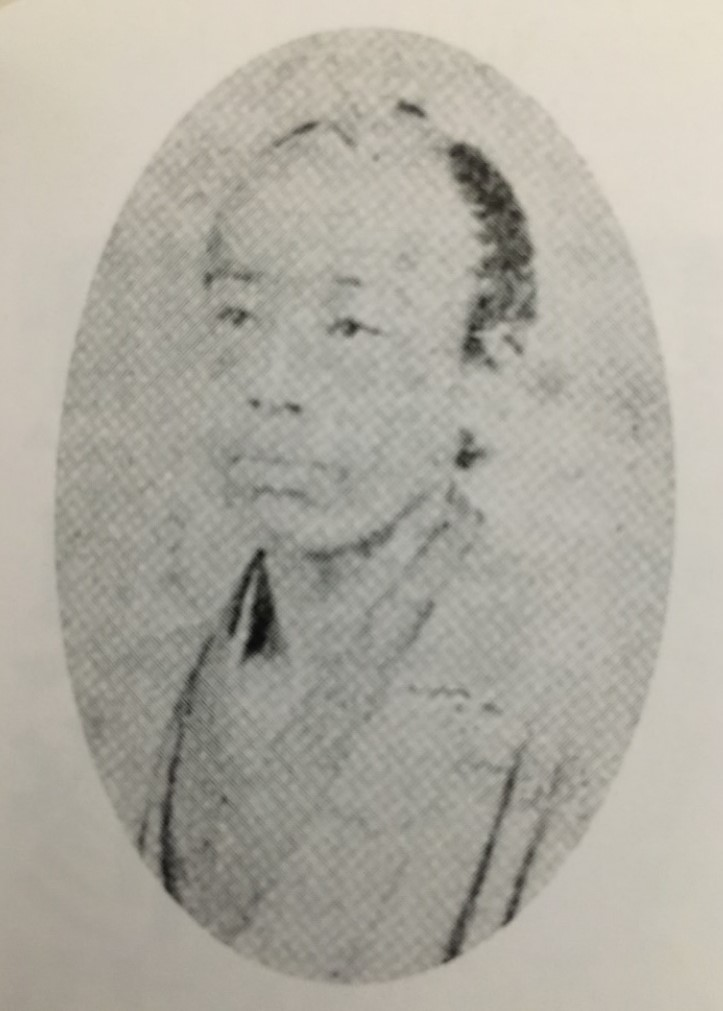
山城屋和助

山城屋 和助（やましろや わすけ、天保7年〈1836年〉 - 明治5年11月29日〈1872年12月29日〉）は、明治時代初期の陸軍省御用商人。本名は野村 三千三（）。道蔵とも。元・長州藩奇兵隊隊士。明治初期に起こった公金不正融資事件に関与し割腹自殺したことで知られる。

## 略歴
周防国玖珂郡山代荘本郷村（和泉村とも）に、医師野村信高右の四男として生まれる。幼少時に両親と死別し、親戚により萩の寺「龍昌院」に預けられ、僧侶となる。文久3年（1863年）に還俗し、高杉晋作が創設した奇兵隊に入隊する。山縣有朋の部下として戊辰戦争に参戦し、越後口では御陵衛士残党の篠原泰之進や高鍋藩兵と共に戦った。その活躍は、「勤王美談野村三千三」として京都で芝居にもなった。
明治維新後に山城屋和助と名をかえ、新政府の軍政にたずさわるようになった山縣有朋の縁故で兵部省御用商人となり、横浜の南仲通り3丁目に店舗を構えた。明治4年（1871年）には、東京の本石町にも店を出した。長州人脈を活かし、軍需品納入の商売は繁盛した。明治5年（1872年）、彼は山縣ら長州系の官僚に陸軍省公金15万ドルを借り、生糸市場に手を出す。長州系軍人官吏らは貸し付けの見返りとして山城屋から多額の献金を受けたとされている。軍が融資した金額は総額64万8000円に達し、山城屋は一時は500人以上の店員を使うほど隆盛した。しかし、普仏戦争勃発の影響でヨーロッパでの生糸相場で投機に失敗。山城屋は、陸軍省から更に公金を借り出してフランス商人と直接商売をしようとフランスに渡った。ところが、パリのホテルに滞在し観劇や競馬に興じ、女優との交際や富豪令嬢との婚約話など、商売そっちのけで豪遊しているという噂が現地で広まり、これを不審に思った駐仏公使鮫島尚信が日本の外務省に報告、総額約65万円にのぼる公金貸し付けが発覚した（山城屋事件）。
当時、陸軍省では、長州閥が主導権を握っていた。これを好機と捉えた他藩出身官僚が陸軍長州閥を糾弾する。山城屋と最も緊密だった山縣有朋は追い詰められ、山城屋を日本に呼び戻す。しかし、高島嘉右衛門や堀越角次郎ら豪商に協力を求めたが叶わず、借りた公金を返済する能力が無い事が明らかになっただけであった。山城屋と親しかった長州閥官僚は手のひらを返したように山城屋との関係を一切絶った。窮地に立たされた山城屋は、同年11月29日、手紙や関係書類を処分した後、陸軍省に赴き、山縣への面会を申し入れるが拒絶される。面会を諦めた山城屋は陸軍省内部の一室で割腹自殺した。
山城屋の自殺により、山城屋事件の真相は究明されないまま終わった。
ただし、山縣有朋が明治6年3月付で、在パリの鮫島弁理公使に書いた書簡には、「（和助は）帰国後商法種々手違之故をもって旧臘（昨年の和暦12月）自刃におよび相果て、自首致候手代とも即今裁判所にて取糺中にこれあり」とあって、死後も司法省によって事件が追及されていたことがわかる。
墓所は、横浜市の久保山墓地と東京都杉並区の浄土宗松苔山峯巌院西方寺墓地の2ヶ所にあり、少なくとも昭和17年まで、両墓ともゆかりの人々によって篤く弔われ、神奈川県防長郷友会が発行した「山城屋和助」にはその法要の写真が載せられている。

## 人物
- 日本に初めて西欧式の牛革製の鞄を紹介した人物とされる[9]。
- 祝日に各家に国旗を掲揚することを力説し、大祭日における民家での国旗掲揚を政府に認めさせたのも山城屋和助と言われている[2]。当時国旗掲揚は役所に限られ、町家にかけることはできなかったので、僭越だとして咎める者もあったところを和助は山縣に談判して民家でも掲揚できるよう許可をとりつけた[10]。
- 武人・酒豪として知られ、剛邁な気質は商人となってからも変わらず、奇行もあった[2]。
- 和歌に親しみ、号を正風と称した[2]。和助の自殺騒動は、多くの書物に書かれ、芝居や講談にもなった。
- お浪という妻がおり、和助没後は本郷湯島天神坂で煮豆屋を営んでいたが、横浜の薬種商に引き取られ、70歳で病死した[11]。

## 補注
1. ↑  山縣有朋と山城屋事件隠れたる事実明治裏面史. [正編]伊藤仁太郎 著 (大同出版社, 1939)
2. 1 2 3 4  山城屋及三谷家事件 , 山城屋事件『政界疑獄史』関壮一郎 著 (日本書院出版部, 1930)
3. ↑  毛利敏彦『明治六年政変』67ページ
4. 1 2  山城屋事件と三谷三九郞事件 『人物近代日本軍事史』渡辺幾治郎 著 (千倉書房, 1937)
5. ↑  山城屋和助と藤田伝三郎『夢はるかなる: 近代日本の巨人・久原房之助』古川薫、PHP研究所,2009
6. ↑  山城屋和助『近世自殺者列伝』宮武外骨 編 (宮武外骨, 1931)
7. ↑  三宅守常著「山田顕義と教育-続-在フランス山田顕義の1通の手紙をめぐって」（日本大学精神文化研究所紀要 20 p99〜125 ）
8. ↑  霞信彦著『矩を踰えて―明治法制史断章 』慶應義塾大学出版会 (2007/11/1) ISBN  978-4766414431  p166-171「山城屋和助 夢の跡」
9. ↑  豊岡かばんEXPO、日本の鞄の歴史
10. ↑  山城屋和助の自殺『日本富豪発生学. 下士階級革命の巻』白柳秀湖、千倉書房、1931
11. ↑  山城屋和助の寡婦『新聞集成明治編年史. 第十四卷』 (林泉社, 1940)